# Віконт Ешбрук

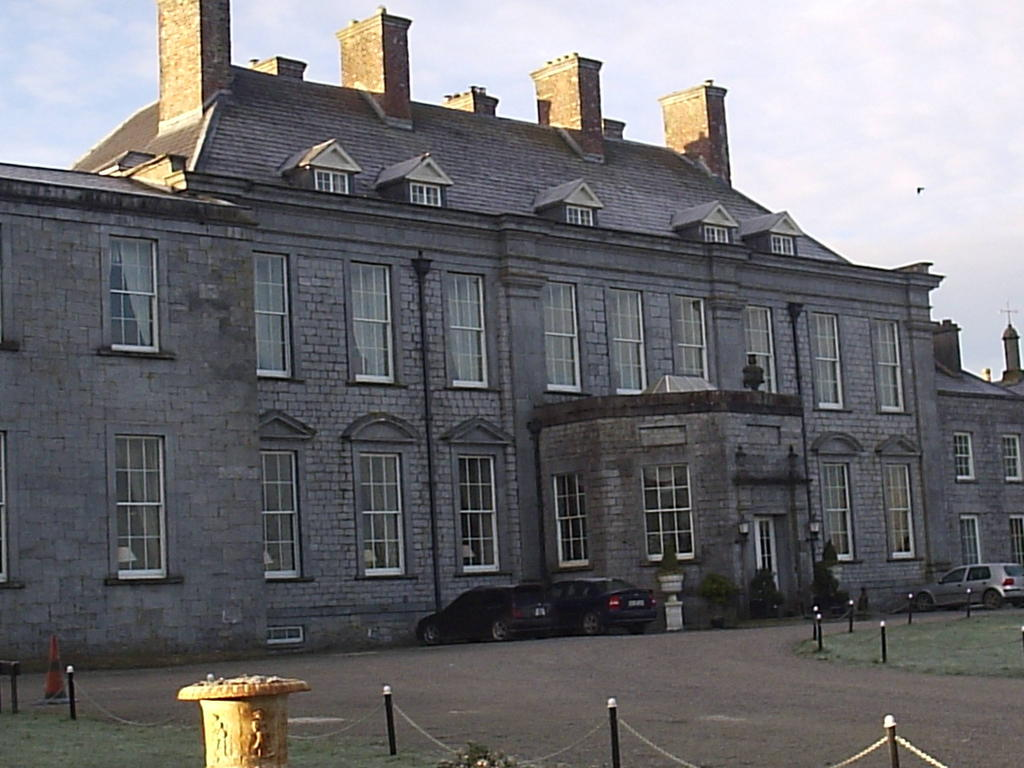
Замок Дарроу – ірландська резиденція віконтів Ешбрук.

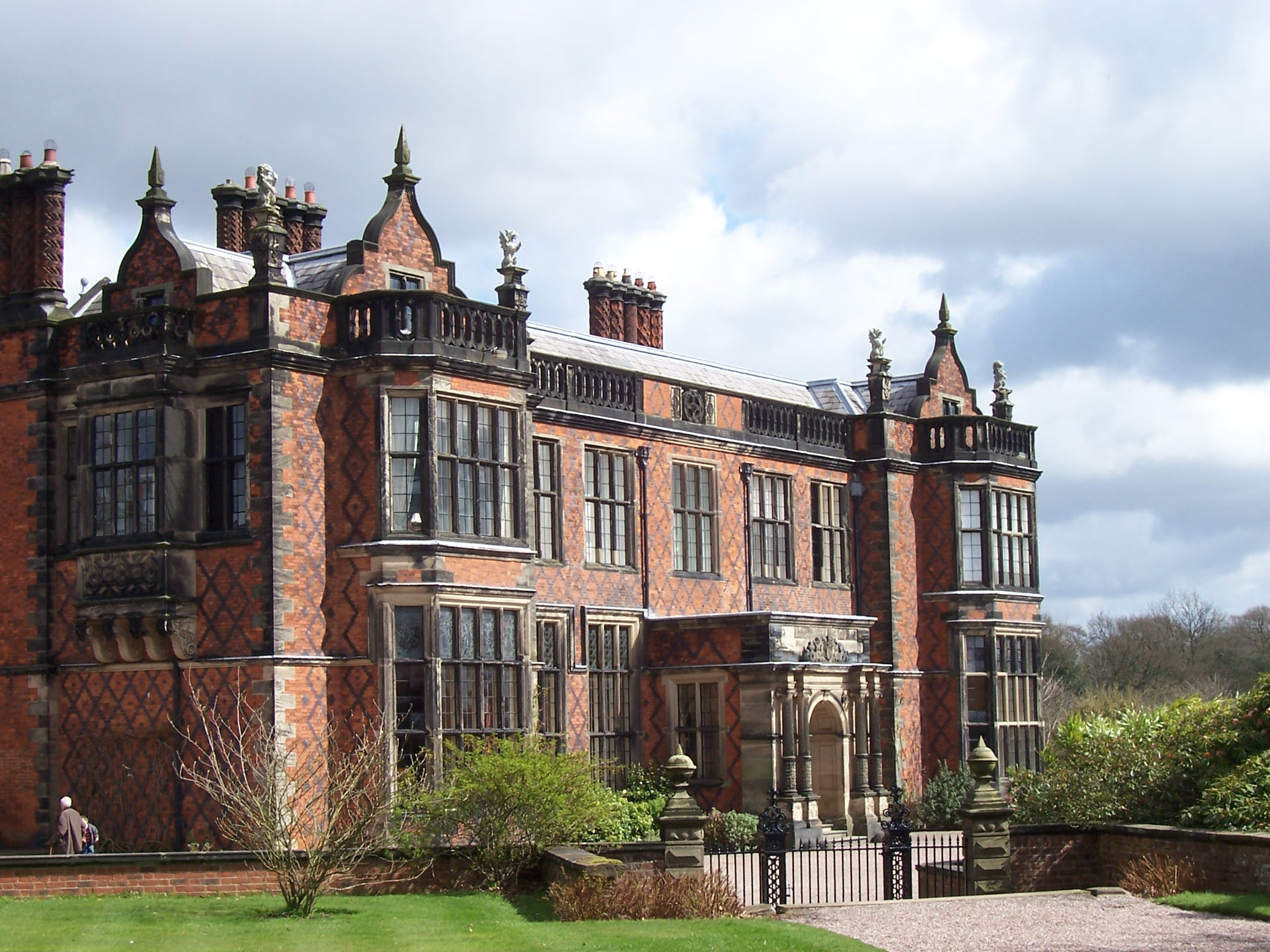
Арлі-Холл – англійська резиденція віконтів Ешбрук.

Віконт Ешбрук (англ. – Viscount Ashbrook) – аристократичний титул в перстві Ірландії. 

## Історія віконтів Ешбрук
Титул віконт Ешбрук був створений в перстві Ірландії в 1751 році для капітана Генрі Флауера – ІІ барона Дарроу із замку Дарроу. 
Титул барона Дарроу (Кастл-Дарроу) в графстві Кілкенні був створений в перстві Ірландії в 1733 році для його батька Вільяма Флауера. Він був полковником британської армії, був депутатом Палати громад парламенту Ірландії, представляв графства Кілкенні в 1715 – 1727 роках та Портарлінгтон до 1733 року. Джонатан Свіфт оцінив його як «джентльмена з дуже великим розумом і дотепністю». Замок і маєток Дарроу був колись в графстві Кілкенні, потім в 1842 році ці землі були передані в графство Квінс, що потім стало називатися графством Леїш. Вільям Флауер отримав посаду Верховного шерифа графства Кілкенні в 1731 році і був прийнятий до Таємної ради Ірландії в 1735 році. Він володів власністю в землях Аберсінгріг, що біля Брекона. Цю власність він успадкував його від своєї мачухи, валлійської спадкоємниці Доротеї Джеффріс. Вона була єдиною дочкою полковника Джона Джеффріса, першого магістра королівської лікарні Кілмейнхем, і вдови Артура Тернера (помер у 1684 році), судді Суду загальних справ (Ірландія). Він побудував замок Дарроу, що біля селища Дарроу, графство Леїш, як свою основну ірландську резиденцію: родина жила там до 1922 року. Вільям Флауер був єдиним сином Томаса Флауера з Фінгласа і його першої дружини Мері Темпл – дочки сера Джона Темпла – спікера Палати громад Парламенту Ірландії і Джейн Ярнер. Його дідусь і бабуся по батьковій лінії були сер Вільям Флауер – депутат парламенту та таємний радник, і Френсіс Велдон. Вільям Флауер отримав освіту в Крайст-Черч (Оксфорд). У 1700 році він успадкував маєтки свого батька. У 1717 році Вільям Флауер одружився з Едіт Колфейлд, дочкою його ясновельможності Тобі Колфейлда – сина І віконта Чарлемонт та Ребекки Волш. У них було дві дочки і два сини. Його дочка Ребекка вийшла заміж за Джеймса Агара - видатного політика графства Кілкенні і була матір’ю шести дітей, у тому числі Джорджа Агара – І барона Каллана. Вільям Флауер помер у 1746 році у віці 61 року і був похований у Фінгласі, що в графстві Дублін. Його єдиний уцілілий син Генріх успадкував титул барона. Він отримав титул віконта Ешбрук у 1751 році.
VIII віконтом Ешбрук був Роберт Томас Флауер (1836 – 1919) – підполковник британської армії та винахідник. Роберт Томас Флауер народився 1 квітня 1836 року в замку Дарроу, графство Леїш, Ірландія. Його батьком був Генрі Джеффрі Флауер – V віконт Ешбрук (1806 – 1871), а мати – Френсіс Робінсон (1803 – 1886). У нього було три сестри і два брати, Генрі Джеффрі Флауер – VI віконт Ешбрук (1829 – 1882) і Вільям Спенсер Флауер – VII віконт Ешбрук (1830 – 1906). Роберт Томас Флауер отримав звання підполковника на службі в 4-му батальйоні Лейнстерського полку принца Уельського. Він винайшов простий у використанні ручний ткацький верстат для некваліфікованих та інвалідів, а також голку-засув, яка прискорює процес ткацтва. Ці методи використовував Іво Річард Весі – V віконт де Весі (1881 – 1958), що відкрив фабрику килимів і найняв жінок для ткацтва. Килими продавалися в «Гаррод» в Лондоні і та в «Маршал Філд» в Чикаго. Цими килимами облаштували «Меншн-Хаус» в Дубліні, трибуну в Аскоті та корабель «Титанік». 26 листопада 1906 року він успадкував титули і став VIII віконтом Ешбрук IX бароном Кастл-Дарроу. Роберт Томас Флауер одружився з Гертрудою Софією Гамільтон – дочкою  преподобного Сьюелла Гамільтона 18 липня 1866 року. У них було п’ятеро дітей.
Станом на 2014 рік цими титулами володіє нащадок І віконта Ешбрук – ХІ віконт Ешбрук, що успадкував титул від свого батька в 1995 році. 
Резиденцією віконтів Ешбрук є Арлі-Холл, поблизу Арлі, графство Чешир (Англія). Родина Флауер раніше володіла замком Дарроу, що поблизу селища Дарроу, графство Лаоісеїш (Ірландія), палацом Бомонт-Лодж, що поблизу Старого Віндзора, графство Беркшир (Англія) і маєтком Аберсінріг, що біля Брекона, Повіс (Уельс), який перейшов до них у спадок від родини Джеффріс з Брекона.

## Барони Кастл-Дарроу (1733)
- Вільям Флауер (1685 – 1746) – І барон Кастл-Дарроу
- Генрі Флауер (помер у 1752 р.) – ІІ барон Кастл-Дарроу (нагороджений титулом віконт Ешбрук у 1751 р.)

## Віконти Ешбрук (1751)
- Генрі Флауер (помер у 1752 р.) – І віконт Ешбрук
- Вільям Флауер (1744 – 1780) – ІІ віконт Ешбрук
- Вільям Флауер (1767 – 1802) – ІІІ віконт Ешбрук
- Генрі Джеффрі Флауер (1776 – 1847) – IV віконт Ешбрук
- Генрі Джеффрі Флауер (1806 – 1871) – V віконт Ешбрук
- Генрі Джеффрі Флауер (1829 – 1882) – VI віконт Ешбрук
- Вільям Спенсер Флауер (1830 – 1906) – VII віконт Ешбрук
- Роберт Томас Флауер (1836 – 1919) – VIII віконт Ешбрук
- Ллоарх Роберт Флауер (1870 – 1936) – IX віконт Ешбрук
- Десмонд Ллоарх Едвард Флауер (1905 – 1995) – X віконт Ешбрук
- Майкл Ллоарх Уорбертон Флауер (1935 р. н.) – XI віконт Ешбрук

Спадкоємцем титулу є син теперішнього власника титулу його ясновельможність Роуленд Френсіс Ворбертон Флауер (1975 р. н.). Спадкоємцем спадкоємця титулу є його син Бенджамін Ворбертон Флауер (2006 р. н.).